# Dongui Bogam
東醫寶鑑 
El Dongui Bogam (동의보감) es un libro coreano compilado por el médico real Heo Jun (1539 - 1615) y publicado por primera vez en 1613, durante el período de la dinastía Joseon de Corea. El libro se considera importante en la medicina tradicional coreana y uno de los clásicos de la medicina oriental actual.
El título literalmente significa "un libro invaluable sobre medicinas de un país del este". La palabra "oriental" no es antónimo del "occidental" del mundo occidental, Heo Jun le dio ese nombre porque "País del Este" era uno de los sobrenombres de Corea. 
Desde julio del 2009, está en el Programa Memoria del Mundo de la UNESCO. La edición original de Dongui Bogam se conserva actualmente en la Biblioteca Nacional de Corea. El original fue escrito en Hanja y solo una parte fue transcrito en coreano para un amplio uso de lectura, como solo los oficiales entendieron en Hanmun. Fue traducido al inglés en el 2013.

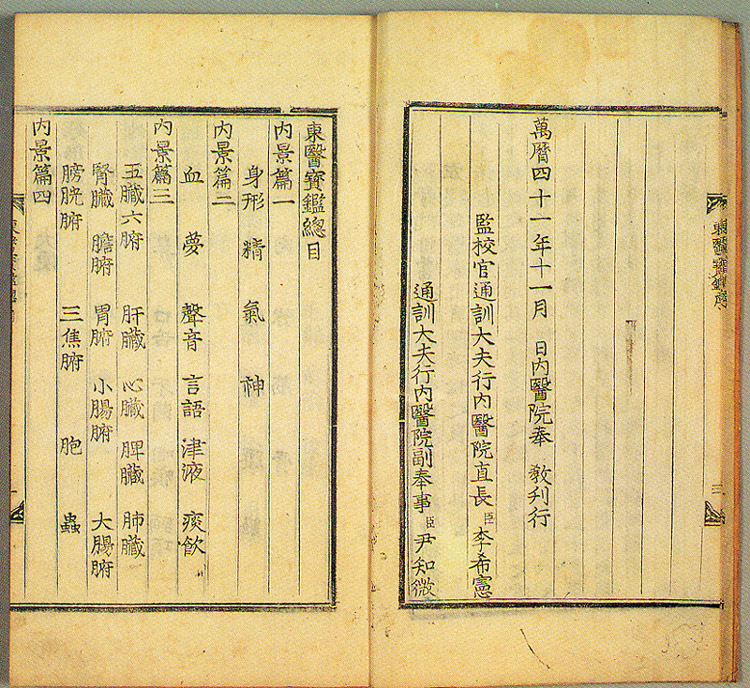
Dongibogam

## Antecedentes
Conocido como uno de los clásicos en la historia de la medicina oriental, fue publicado y utilizado en muchos países, incluidos China y Japón, y sigue siendo un trabajo de referencia clave para el estudio de la medicina oriental. Su categorización y ordenamiento de síntomas y remedios bajo los diferentes órganos humanos afectados, más que la enfermedad misma, fue un desarrollo revolucionario en ese momento. Contiene ideas que en algunos casos no entraron en el conocimiento médico de Europa hasta el siglo XX.
El trabajo en el Dongui Bogam comenzó en el año 29 del reinado del Rey Seonjo (1596) por los médicos principales de Naeuiwon (내의원, "clínica real"), con el objetivo de crear una compilación exhaustiva de la medicina tradicional. El médico principal Heo Jun dirigió el proyecto pero el trabajo fue interrumpido debido a la segunda invasión japonesa de Corea en 1597. El rey Seonjo no vio que el proyecto se llevara a cabo, pero Heo Jun firmemente se mantuvo en el proyecto y finalmente completó el trabajo en 1610, en el segundo año del reinado del rey Gwanghaegun.

## El libro
El Dongui Bogam consta de 25 volúmenes. En comparación con el Hyangyak jipseongbang (향약 집성방, "Compilación de prescripciones nativas de Corea") escrito en 1433, Dongui Bogam es más sistemático. Fue escrito refiriéndose no solo a los textos de medicina coreana sino también a los de China, y a las enfermedades registradas con sus respectivos remedios.

### Contenido
El libro está dividido en 5 capítulos: Naegyeongpyeon (내경 편, Medicina interna), Oehyeongpyeon (외형 External, Medicina externa), Japbyeongpyeon (잡병 편, Enfermedades diversas), Tangaekpyeon (탕액 Re, Remedios) y Chimgupyeon (침구 편, Acupuntura))
- Naegyeongpyeon se ocupa principalmente de las funciones fisiológicas y trastornos equivalentes de los órganos internos. Las interacciones de los cinco órganos: hígado, pulmones, riñones, corazón y bazo se explican a fondo.
- Oehyeongpyeon explica la función de las partes visibles del cuerpo humano (piel, músculos, vasos sanguíneos, tendones y huesos) y las diversas enfermedades relacionadas.
- Japbyeongpyeon se ocupa de los métodos de diagnóstico y curación de diversas enfermedades y trastornos, como ansiedad, exceso de excitación, accidente cerebrovascular, resfriado, náuseas, edema, ictericia, carbunculosis y otros. Este capítulo también tiene una sección para pediatría y ginecología .
- Tangaekpyeon detalla los métodos para crear remedios y pociones, como la recolección de hierbas y plantas medicinales, la creación y manejo de medicamentos, la prescripción correcta y la administración de medicamentos. Toda la medicina herbal se clasifica con explicaciones sobre su fuerza, período de reunión y sus nombres comunes para facilitar la comprensión.
- Chimgupyeon explica los procedimientos de acupuntura para diversas dolencias y trastornos.

Dongui Bogam ofreció no solo datos médicos, sino también valores filosóficos del este de Asia. Heo Jun transmitió el mensaje de que mantener las energías del cuerpo en equilibrio conduce a la buena salud. La primera página del libro es un mapa anatómico del cuerpo humano, que vincula el cuerpo humano con el cielo y la tierra, que encarna la perspectiva asiática de la naturaleza.

### Ediciones
Ha habido varias ediciones impresas de Dongui Bogam además de la edición original de Naeuiwon, dentro de Corea y en el extranjero. La primera edición china se imprimió en 1763 con impresiones adicionales en 1796 y 1890. La edición japonesa se imprimió por primera vez en 1724 y luego en 1799.

## Memoria del Mundo de la UNESCO Registro y controversia
En 2009, la UNESCO decidió agregar a Dongui Bogam a la lista del patrimonio cultural debido a su contribución como reliquia histórica y se incluyó en el Programa Memoria del Mundo, convirtiéndose así en el séptimo patrimonio cultural de Corea. Sin embargo, los médicos se enfrentaron en Dongui Bogam después de la inclusión oficial. La Asociación Médica Coreana (KMA) restó importancia a la importancia del libro y dijo que "no debe tomarse como algo más que el reconocimiento del valor del libro como una reliquia histórica". No debe tomarse como un reconocimiento de la medicina tradicional por su eficacia superior. "Enumera el hecho de que el libro está lleno de charlatanería, como cómo tener un hijo o cómo hacerse invisible. La KMA enfatizó que Dongui Bogam era simplemente un artefacto cultural y no una ciencia. La Asociación de Medicina Oriental Coreana (AKOM) criticó a los médicos de KMA por la falta de su apreciación de la influencia de Dongui Bogam y la historia, diciendo que es necesario "heredar y avanzar en la medicina tradicional".